# Gänserndorf
Gänserndorf (fino al 1904 Unter-Gänserndorf im Marchfeld) è un comune austriaco di 11 021 abitanti nel distretto di Gänserndorf, in Bassa Austria, del quale è capoluogo e centro maggiore; ha lo status di città capoluogo di distretto (Bezirkshauptstadt).